# Suchoi T-60S
Die Suchoi T-60S war ein in den 1980er Jahren geplanter Ersatz für die Tu-22M3. Der Überschallbomber mittlerer Reichweite kam aber nie über das Reißbrett hinaus.

## Geschichte
Über die technischen Eigenschaften dieses Flugzeugs, das vom Suchoi-Konstruktionsbüro weiterhin als geheim eingestuft wird, liegen nur sehr wenige Informationen vor. Man ging davon aus, dass die T-60S über Tragflächen mit verstellbarer Geometrie, einen flachen, auftrieberzeugenden Rumpf und zwei Triebwerke mit zweidimensionalen Schubvektordüsen verfügen würde. Das Projekt wurde 1984 von Suchoi initiiert; ein Prototyp der T-60S sollte 1996 die ersten Flugtests absolvieren und dann 2003 in Dienst gestellt werden. Das Projekt wurde aber nach dem Zerfall der Sowjetunion abgebrochen. Die T-60S sollte die Tu-22M in der sowjetischen Luftwaffe ersetzen. Der Bomber wird als sowjetische Antwort auf die amerikanische North American XB-70 verstanden.

## Technische Daten
| Kenngröße             | Daten                                             |
| --------------------- | ------------------------------------------------- |
| Besatzung             |                                                   |
| Länge                 | 40 m                                              |
| Höhe                  | 10 m                                              |
| Spannweite            | - bei 68° Pfeilung: 24 m - bei 16° Pfeilung: 37 m |
| Flügelfläche          |                                                   |
| Leermasse             | 32.000 kg                                         |
| normale Startmasse    | 85.000 kg                                         |
| Triebwerk             | 2 × Mantelstromtriebwerk                          |
| Höchstgeschwindigkeit | Mach 2,04 bzw. 2518 km/h                          |
| Marschgeschwindigkeit | Mach 2,02 bzw. 2142 km/h                          |
| Landegeschwindigkeit  |                                                   |
| Reichweite            | 6000 km                                           |
| Dienstgipfelhöhe      | 20.000 m                                          |

## Bewaffnung
Die Bewaffnung sollte bis zu sechs Kh-101-Marschflugkörper sowie Ch-15- und Ch-16-Raketen, Freifall-Atomwaffen und präzisionsgelenkte konventionelle Munition umfassen.